# Súper Rugby 2008
El Super 14 2008 fue la decimotercera edición del torneo hoy llamado Super Rugby, que es disputado por equipos de Australia, Nueva Zelanda y Sudáfrica.

## Clasificación
- 4 puntos por ganar.
- 2 puntos por empatar.
- 1 punto bonus por perder por siete puntos o menos.
- 1 punto bonus por anotar cuatro o más tries en un partido.

| Pos. | Equipo      | PJ | Gan | Emp | Per | PaF | PeC | Dif  | BP | Pts |
| ---- | ----------- | -- | --- | --- | --- | --- | --- | ---- | -- | --- |
| 1    | Crusaders   | 13 | 11  | 0   | 2   | 369 | 176 | +193 | 8  | 52  |
| 2    | Waratahs    | 13 | 9   | 1   | 3   | 255 | 186 | +69  | 5  | 43  |
| 3    | Sharks      | 13 | 9   | 1   | 3   | 271 | 209 | +62  | 4  | 42  |
| 4    | Hurricanes  | 13 | 8   | 1   | 4   | 310 | 204 | +106 | 7  | 41  |
| 5    | Stormers    | 13 | 8   | 1   | 4   | 269 | 211 | +58  | 7  | 41  |
| 6    | Blues       | 13 | 8   | 0   | 5   | 354 | 267 | +87  | 8  | 40  |
| 7    | Chiefs      | 13 | 7   | 0   | 6   | 348 | 349 | -1   | 6  | 34  |
| 8    | Force       | 13 | 7   | 0   | 6   | 247 | 278 | -31  | 4  | 32  |
| 9    | Brumbies    | 13 | 6   | 0   | 7   | 277 | 317 | -40  | 6  | 30  |
| 10   | Bulls       | 13 | 6   | 0   | 7   | 324 | 347 | -23  | 4  | 28  |
| 11   | Highlanders | 13 | 3   | 0   | 10  | 257 | 338 | -81  | 7  | 19  |
| 12   | Reds        | 13 | 3   | 1   | 9   | 258 | 323 | -65  | 4  | 18  |
| 13   | Cheetahs    | 13 | 1   | 0   | 12  | 255 | 428 | -173 | 9  | 13  |
| 14   | Lions       | 13 | 2   | 1   | 10  | 206 | 367 | -161 | 2  | 12  |

## Fase final

### Semifinales
| 24 de mayo de 2008 | Crusaders | 33 – 22 | Hurricanes | AMI Stadium, Christchurch, |  |

| 24 de mayo de 2008 | Waratahs | 28 – 13 | Sharks | Sydney Football Stadium, Sídney, |  |

### Final
| 31 de mayo de 2008 | Crusaders | 20 - 12 | Waratahs | AMI Stadium, Christchurch,      |  |
|                    |           |         |          | Asistencia: 26.000 espectadores |  |

| Bandera de Nueva Zelanda |
| Campeón Crusaders        |
| Séptimo título           |